# Mac Berlin

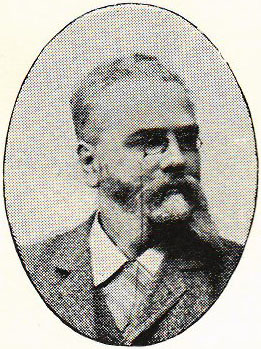
Mac Berlin.

Martin Axel Christian "Mac" Berlin, född den 5 oktober 1845 i Balkåkra, Malmöhus län, död den 11 februari 1902, i Jönköpings Sofia församling, Jönköping
, var en svensk matematiker, läroverkslärare och läroboksförfattare.
Mac Berlin var yngste son till kyrkoherden och riksdagsmannen Christian Gissel Berlin och dennes hustru Anna Catharina Nordström (1801–1882). Genom sin syster Anna Berlin var han svåger till Ludvig Hedin och morbror till Sven Hedin. Han blev student vid Lunds universitet 1863 och filosofie doktor där 1868 på en avhandling Om potenser af en complex variabel. Från 1869 var han docent i geometri vid universitetet innan han 1872 utnämndes till lektor i matematik och fysik vid Högre allmänna läroverket i Jönköping. Denna post innehade han till sin död och kombinerade den med att utge ett antal läroböcker inom geometri, aritmetik och matematik (se bibliografi).
Mac Berlin var från 1873 gift med Alma Carolina Christina Scholander (1852–?) och fick med henne sex söner. Av dessa fick äldste sonen faderns smeknamn "Mac" som riktigt tilltalsnamn, vilket även bars av en sonson och en brorson inom släkten Berlin. Bland Mac Berlins barnbarn märktes medicinprofessorn Ragnar Berlin, ingenjören Hans Berlin och läkaren Sven-Olof Berlin.
Vid sin död 1902 beskrevs Mac Berlin i Hvar 8 dag som "en för religiösa och politiska spörsmål högeligen intresserad man". Under sin docenttid i Lund hade han varit medlem i Sällskapet CC; senare i livet blev han en högt uppsatt frimurare.